# Майкл Медвед
Майкл Медвед (англ. Michael Medved; нар. 3 жовтня 1948, Філадельфія, Пенсільванія) — американський радіоведучий, автор, політичний оглядач і кінокритик. Ведучий ток-шоу The Michael Medved Show на Salem Radio Network.

## Життєпис
Медвед народився в єврейській родині німецького та українського походження, навчався у Єльському університеті.